# Eniola Aluko
Eniola Aluko (Lagos, 21 febbraio 1987) è una dirigente sportiva ed ex calciatrice inglese, di ruolo attaccante, direttore sportivo della squadra femminile dell'Aston Villa.

## Biografia
Eniola nasce in Nigeria, a Lagos, ma ad appena un anno di età si trasferisce al seguito della famiglia a Birmingham, in Inghilterra. Qui nasce Sone, suo fratello minore e anche lui calciatore, il quale dopo aver giocato nelle nazionali giovanili inglesi, con la maggiore età prende la cittadinanza nigeriana e indossa la maglia della Nigeria. Con lui, Eniola condivide la passione per il calcio, praticando comunque anche altri sport tra cui il tennis.

## Caratteristiche tecniche
La velocità è considerata una delle sue maggiori doti.

## Carriera

### Giocatore

#### Club

##### Gli inizi, Birmingham City
Inizia la carriera tesserandosi con il Leafield Athletic Ladies, per trasferirsi in seguito al Birmingham City dove gioca nelle sue formazioni giovanili assieme a Karen Carney, futura compagna nella nazionale inglese, sotto la guida del tecnico Marcus Bignot. Segna la sua prima rete per le Blues contro il Leeds United all'età di 14 anni.
Il 7 aprile 2002, quindicenne, scende in campo per il Birmingham City nella finale di FA Women's Premier League Cup all'Adams Park di High Wycombe, dove la sua squadra, anagraficamente molto giovane, viene travolta per 7-1 dalle professioniste del Fulham. Condivide con le compagne del City la conquista della prima posizione in Northern Division e la conseguente promozione in Premier League National Division per la stagione 2001-2002. Le reti da lei segnate durante la successiva stagione portano Bignot ad appellarla come la «Wayne Rooney del calcio femminile».
Grazie alle sue prestazioni, nel 2003 fu nominata Young Player of the Year (giovane giocatore dell'anno) ai The FA Women's Football Awards.

##### Charlton Athletic e Chelsea
Nel gennaio 2004 lascia Birmingham per trasferirsi al Charlton Athletic. Nel marzo di quell'anno, all'Underhill Stadium, grazie alla sua unica rete segnata nella partita, condivide con le compagne il successo delle Addicks sulle avversarie del Fulham nell'edizione 2004 della FA Women's Premier League Cup.
Durante il resto della stagione, nel maggio 2004 viene impiegata nel secondo tempo della finale di FA Women's Cup al Loftus Road, che vede il Charlton sconfitto 3-0 dall'Arsenal; sempre nei confronti delle Gunners, perde anche il titolo all'ultima giornata della stagione di Premier League, dopo aver guidato la classifica per la maggior parte della stagione.
Nell'agosto 2004 solleva con le compagne del Charlton lo FA Women's Community Shield, dopo aver battuto per 1-0, con rete al 41' di Anne-Marie Heatherson, al Broadhall Way ancora una volta le avversarie dell'Arsenal.
Su un passaggio filtrante di Emma Coss, segna la rete della vittoria nella finale della FA Women's Cup del 2005 ad Upton Park, in cui le Addicks battono l'Everton 1-0. Segna poi due gol nel primo tempo della vittoria del Charlton per 2-1 sull'Arsenal, nella finale della FA Women's Premier League Cup 2006 all'Adams Park.
In questi anni scende in campo anche nel FA Women's Community Shield 2005 (sconfitta per 4-0 al National Hockey Stadium), nella Premier League Cup femminile del 2005 (sconfitta per 3-0 al Griffin Park), e nella finale di FA Women's Cup 2007 (sconfitta per 4-1 al City Ground), tutte e tre a vantaggio delle Gunners; il suo assist a Katie Holtham al 2' della partita, aveva dato alla sua squadra l'iniziale vantaggio nella finale del 2007. Con il Charlton vince inoltre per due volte consecutive, nel 2005 e nel 2006, la London FA Women's Cup.
A seguito della decisione di revocare il supporto alla squadra femminile da parte dell'affiliato club maschile, nel luglio 2007 Aluko lascia Charlton e si trasferisce al Chelsea, dove milita per il successivo biennio.

##### Le esperienze in Nordamerica

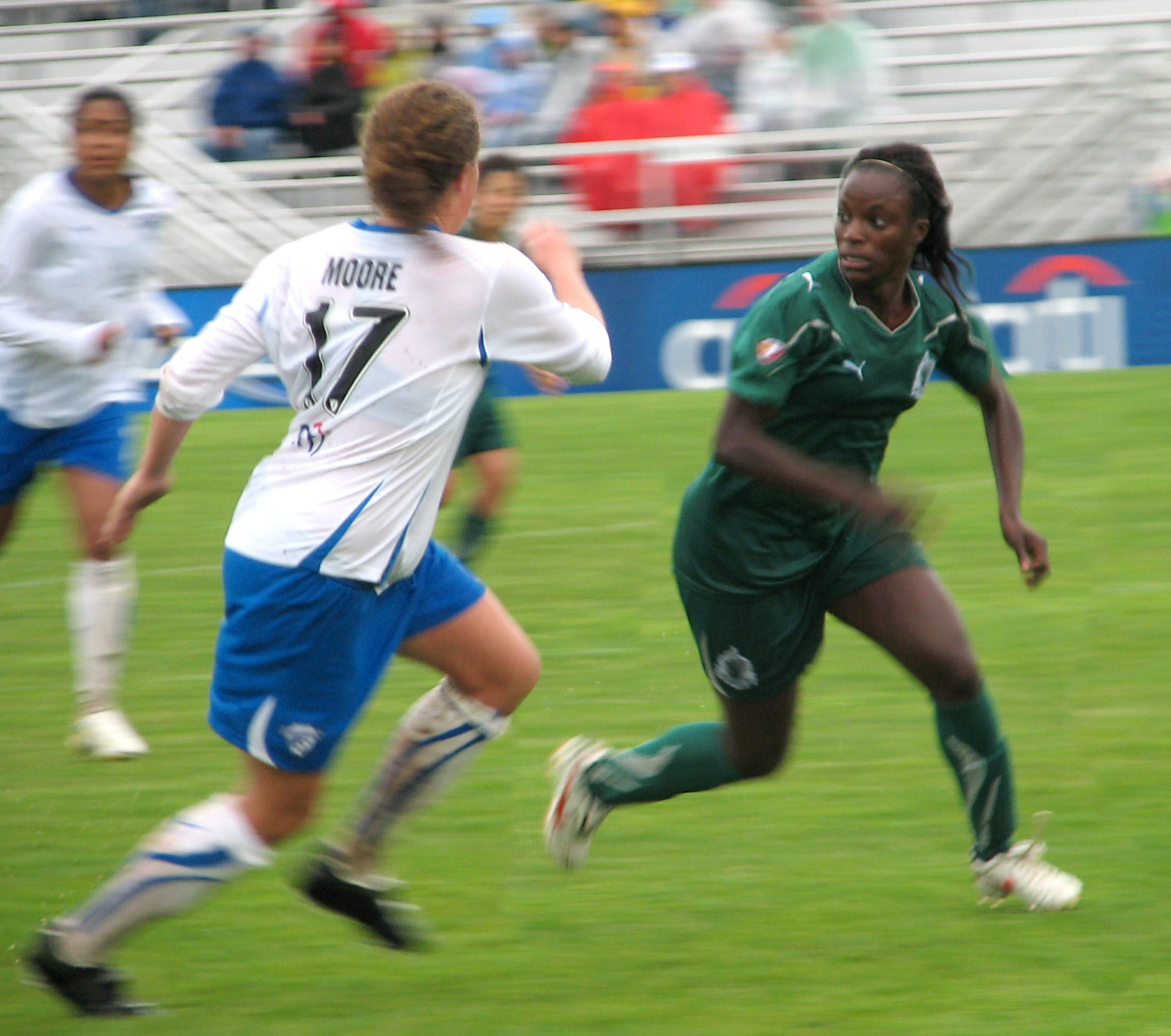
Aluko (a destra) in azione al St. Louis Athletica nell'aprile 2010, in una gara contro il Boston Breakers.

Nell'ottobre 2008 il cartellino di Aluko viene rilevato dal St. Louis Athletica, che la ingaggia come post-draft discovery player. Con 6 reti è capocannoniere della squadra durante la stagione inaugurale, la 2009, del campionato statunitense di Women's Professional Soccer (WPS), alle quali si aggiungono 4 assist; con le sue prestazioni diventa uno dei principali motivi per cui la squadra riesce a risalire dall'ultima piazza nei primi due mesi della stagione, al secondo posto finale. A causa degli impegni in nazionale, è costretta a disertare i play-off e l'All-Star Match 2009.
Quando Jeff Cooper, proprietario e fondatore del St. Louis Athletica, dichiara che per difficoltà finanziarie non avrebbe proseguito l'attività sportiva, svincolando di conseguenza le proprie atlete nel giugno 2010, Aluko si trasferisce all'Atlanta Beat. Rimanendo sotto contratto con la squadra di Atlanta fino al dicembre 2010, venendo quindi ceduta allo Sky Blue, formazione con la quale rimane fino al termine del campionato 2011, e con cui conclude la sua esperienza negli Stati Uniti.
Quando la WPS decide di cancellare la stagione 2012, infatti, Aluko aveva già preso la decisione di ritornare in Inghilterra.

##### Ritorno al Birmingham City
Al suo ritorno in patria sottoscrive un contratto con il Birmingham City, descrivendola come la soluzione «più stabile».

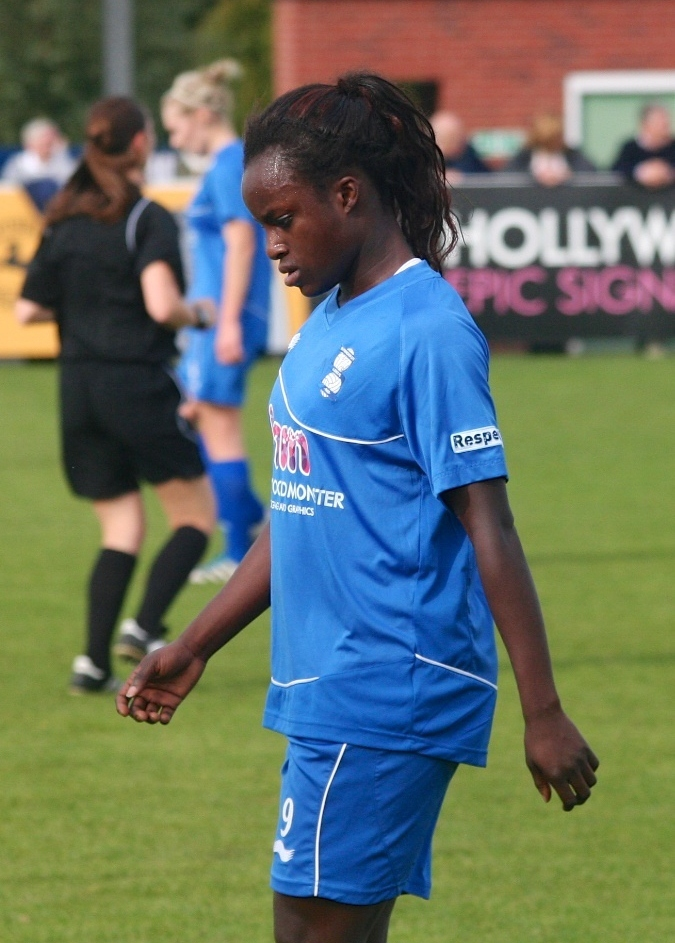
Aluko con la maglia del nell'ottobre 2012.

Durante la stagione 2012, tra campionato e coppa colleziona 17 presenze andando a rete in 5 occasioni, con la sua squadra giunta alle spalle dell'Arsenal in entrambe le competizioni. Il 10 ottobre 2012 le Blues perdono per 1-0 la finale di WSL Cup con le Gunners, disputata all'Underhill Stadium di Barnet, Londra. La squadra supera invece il Chelsea per 3-2 ai tiri di rigore, dopo che i tempi supplementari erano terminati sul 2-2, nella finale della FA Women's Cup giocata il 26 maggio 2012 all'Ashton Gate Stadium, vincendo il primo importante trofeo per il club nei suoi 44 anni di storia sportiva: in questa occasione Aluko subentra al 63' a Kerys Harrop.

##### Ritorno al Chelsea
Dopo una sola stagione a Birmingham, si trasferisce nuovamente al Chelsea nel dicembre 2012. Nella sua prima stagione dal ritorno, va a segno in 6 occasioni su 17 incontri totali tra campionato e coppa. Pur avendo disputato una stagione mediocre, totalizzando solamente 10 punti in campionato che valgono il settimo posto in classifica e una sofferta salvezza, la squadra londinese riesce a raggiungere la finale della stagione 2013 del campionato internazionale femminile per club, persa poi per 4-2 con le giapponesi del INAC Kobe Leonessa: durante il torneo Aluko è autrice di un assist nella finale, e sigla una delle reti con cui il Chelsea supera in semifinale per 3-2 le australiane del Sydney FC.
Nella stagione 2014 segna 7 reti nelle 20 presenze totali tra campionato e coppa. In questa stagione il Chelsea affronta l'ultima giornata di campionato al primo posto, con 2 punti di vantaggio sul Birmingham City e 3 sul Liverpool, ma a causa della sconfitta per 2-1 con il Manchester City perde il titolo di Super League per differenza reti.
Aluko è tra le sei candidate al titolo di calciatrice dell'anno PFA 2014-2015, riconoscimento poi vinto dalla compagna di squadra a Londra Ji So-yun. Si aggiudica comunque il premio di miglior giocatrice del Chelsea per la stessa stagione, e viene selezionata per l'edizione 2015 del PFA Team of the Year.

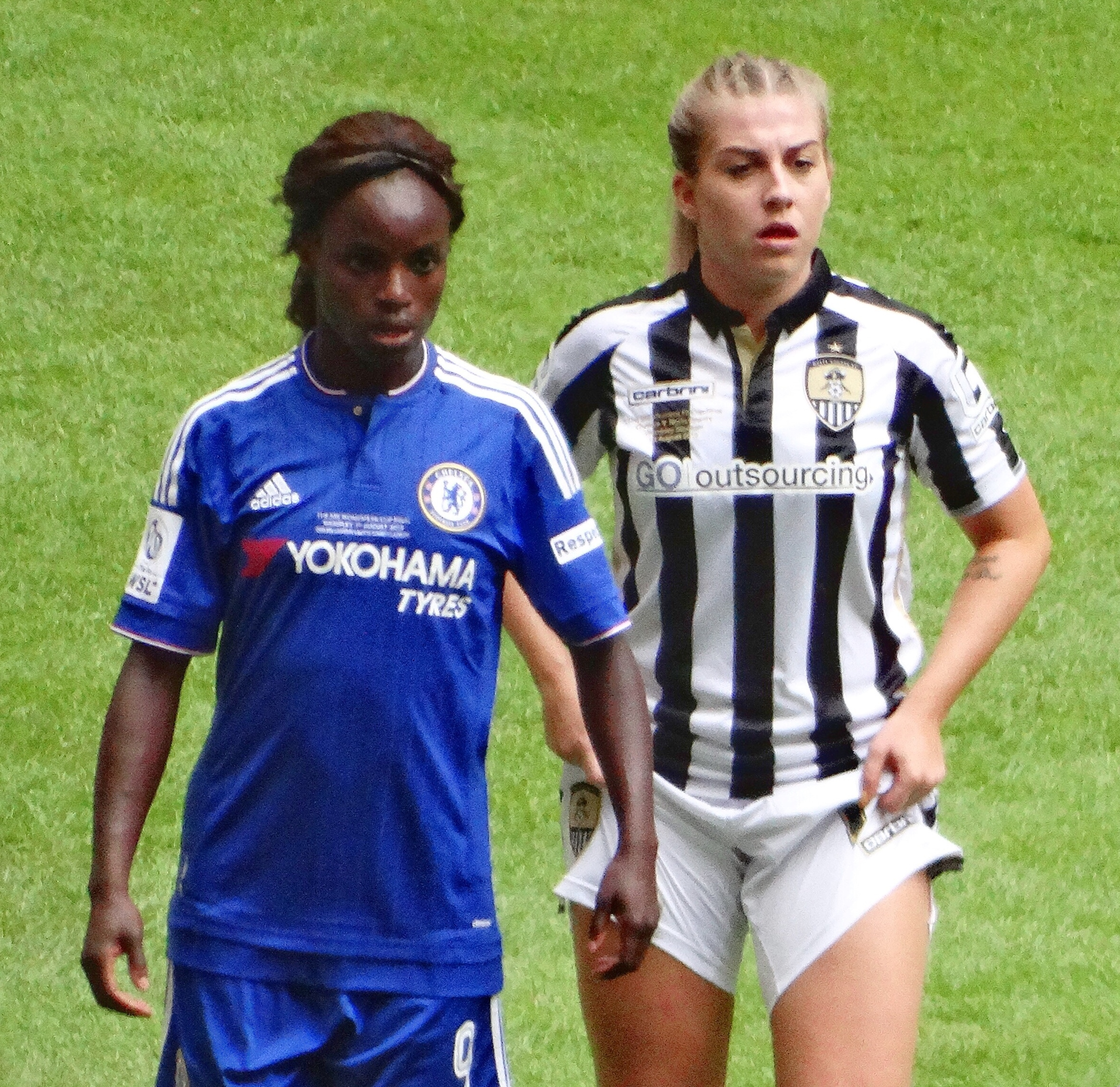
Aluko (a sinistra) al nell'agosto 2015 per la vittoriosa finale della FA Women's Cup, marcata da Sophie Walton del.

Nel 2015 gioca la prima finale della FA Women's Cup disputata a Wembley, il 1º agosto, davanti a un record di presenze di 30 710. In quell'occasione le londinesi sconfiggono il Notts County per 1-0, vincendo il primo importante trofeo della loro storia al femminile: Aluko è tra le protagoniste di tale successo, fornendo in campo una prestazione da player of the match nonché l'assist per la rete con la quale al 39' Ji So-yun decide l'incontro.
Dopo che il Chelsea si assicura l'acquisto di Fran Kirby e Ramona Bachmann, il ruolo di Aluko nella squadra si ridimensiona, venendo utilizzata solo occasionalmente, prevalentemente come riserva, siglando la sua ultima rete all'ultima partita disputata, con le Blues rimaste imbattute per tutta la stagione. Il 16 maggio 2018, quattro giorni dopo il termine della stagione 2017-2018, la società annuncia che avrebbe svincolato la giocatrice.

##### Juventus
Il 6 giugno 2018 Aluko si trasferisce in Italia, in quella che è la sua seconda esperienza all'estero, accasandosi alla Juventus neolaureatasi campione d'Italia. Con la maglia bianconera debutta il successivo 12 settembre, nella sfida interna di UEFA Women's Champions League contro il Brøndby (2-2); il 23 dello stesso mese arriva la sua prima rete, nel vittorioso esordio casalingo in campionato contro il ChievoVerona Valpo (6-0). Chiude la sua prima stagione italiana mettendo a segno 16 reti totali tra campionato e coppa, tra cui una tripletta nel vittorioso big match del 21 ottobre sul campo della Roma (4-0), contribuendo da protagonista al double della squadra piemontese.
Rimane a Torino anche nel successivo semestre, in cui ha tempo di vincere l'ultimo trofeo italiano che ancora le mancava, la Supercoppa italiana, prima di ufficializzare l'addio alla squadra bianconera sul finire del 2019. Poche settimane dopo, nel gennaio 2020 annuncia il suo ritiro dal calcio giocato.

#### Nazionale

##### Nazionali giovanili
Nonostante le sue origini nigeriane, Aluko inizia a essere convocata nelle nazionali giovanili inglesi fin dall'età di 14 anni, rimanendo negli anni che seguono sempre fedele ai colori che le avevano dato l'opportunità di giocare a calcio in ambito internazionale; tuttavia nel 2005 sente il dovere di precisare che: «scegliere di giocare per l'Inghilterra non significa che non sostengo la Nigeria, sono tanto nigeriana quanto britannica, certo che la Nigeria significa molto per me, è parte di me, ma sono cresciuta con allenatori inglesi».
Dopo aver rappresentato l'Inghilterra a livello Under-17, il 15 aprile 2003 l'allora 16enne Aluko fa il suo debutto con la selezione Under-19, a Cardington, nel Bedfordshire, nell'incontro vinto per 3-0 sulle pari età dell'Irlanda e valido per il secondo turno di qualificazione al campionato d'Europa di Germania 2003; la sua nazionale, inserita nel gruppo qualificatorio 1, si classifica al secondo posto e a pari punti con la Spagna, accedendo alla fase finale come una delle migliori seconde. Il tecnico Mo Marley la conferma in rosa anche per la fase finale, con l'Inghilterra che riesce a superare la fase a gironi al primo posto, e accedendo alle semifinali dov'è eliminata dalla Francia: Aluko sigla una delle reti con cui le inglesi, il 27 luglio, superano l'Italia per 3-1.
In seguito passa alla formazione Under-21.

##### Nazionale maggiore

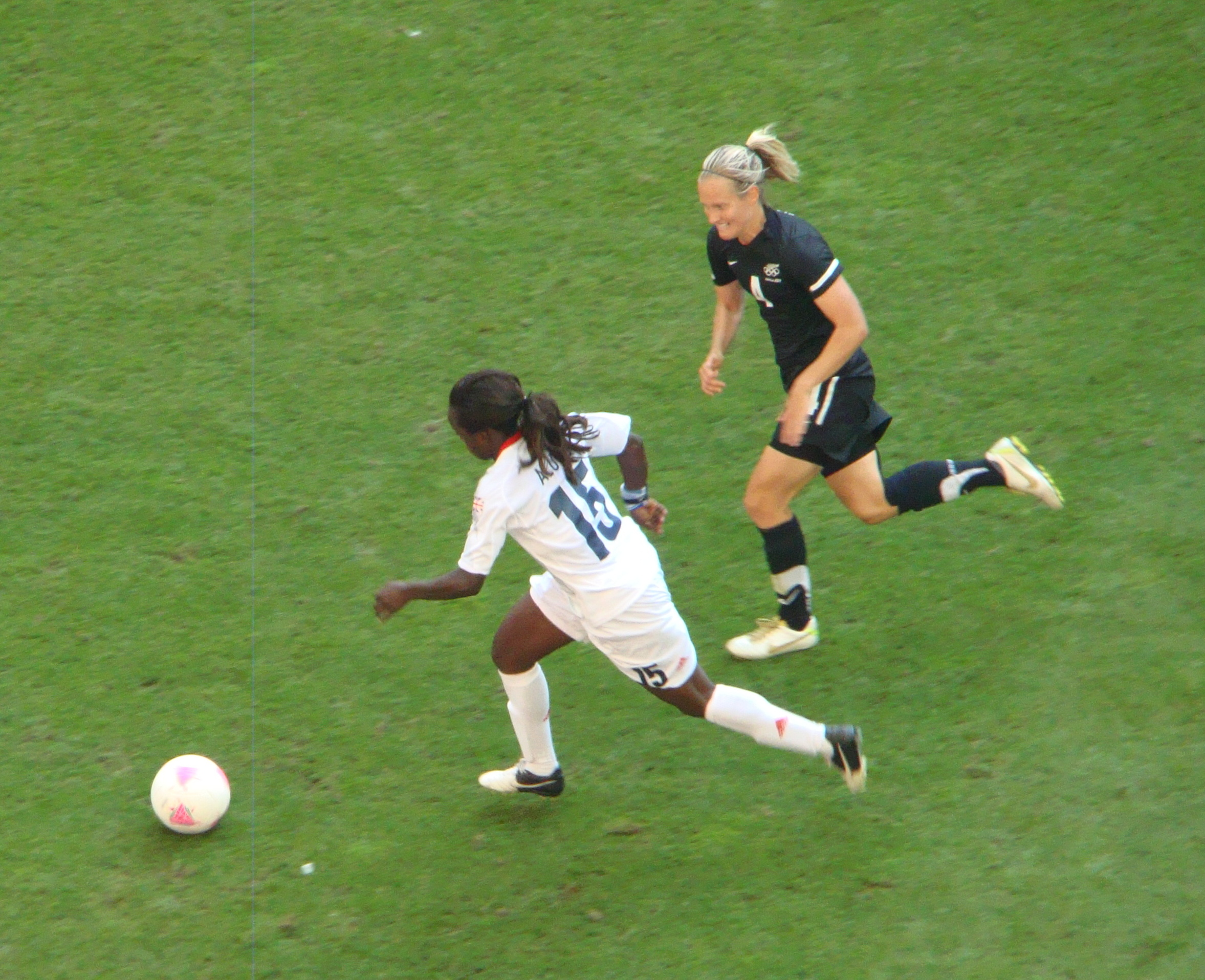
Aluko (n. 15) in azione per il, inseguita da Katie Hoyle della, al debutto nel torneo olimpico di.

Fa il suo debutto con la nazionale maggiore nel settembre 2004, all'età di 17 anni, contro i Paesi Bassi. La sua prima rete con la rappresentativa maggiore arriva al Bescot Stadium di Walsall nel maggio 2005, nell'incontro vinto 4-1 sulla Rep. Ceca; alla quale si aggiunge, nel successivo ottobre, la doppietta all'Ungheria nella goleada esterna per 13-0.
Nonostante la concomitanza degli esami finali con i suoi studi di livello A, la selezionatrice Hope Powell la inserisce comunque in rosa per gli Europei casalinghi del 2005, sostenendo un esame di storia la mattina della sconfitta dell'Inghilterra per 2-1 da parte della Danimarca. Nell'ultima partita del girone contro la Svezia, durante una rocambolesca azione Aluko riesce quasi a ottenere il pareggio, rimanendo amareggiata dal fatto che le Three Lionesses, sconfitte per 1-0, vengono eliminate dalla competizione.

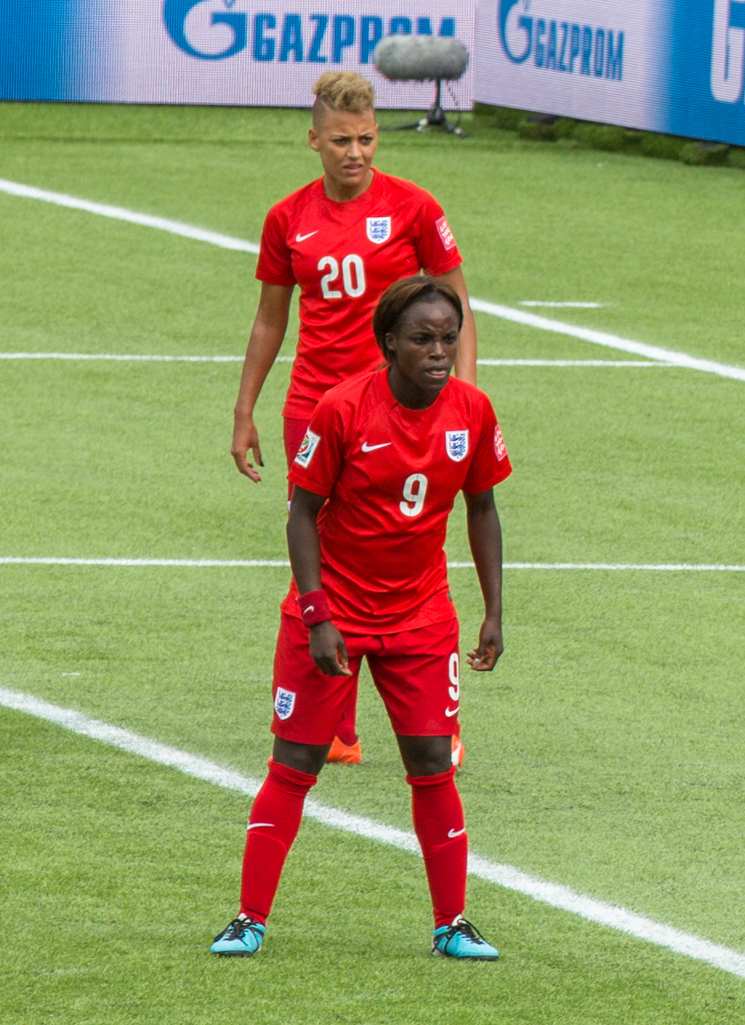
Aluko (n. 9) e Lianne Sanderson durante la vittoriosa finale per il terzo posto del Mondiale di Canada 2015.

Powell continua a convocarla per le qualificazioni al Mondiale di Cina 2007, dove Aluko è autrice di una doppietta nell'incontro del 27 ottobre 2005 vinto per 13-0 con l'Ungheria e dove l'Inghilterra, giunta al primo posto del gruppo 5 della zona UEFA si qualifica alla fase finale. Aluko è tra le convocate in partenza per la Cina e viene impiegata sia nella fase a gironi, contro Giappone e Argentina, che ai quarti di finale dove la sua nazionale viene eliminata dagli Stati Uniti con il risultato di 3–0. Dopo il torneo, Aluko è critica verso la Football Association e il livello di supporto finanziario fornito alle migliori giocatrici inglesi.

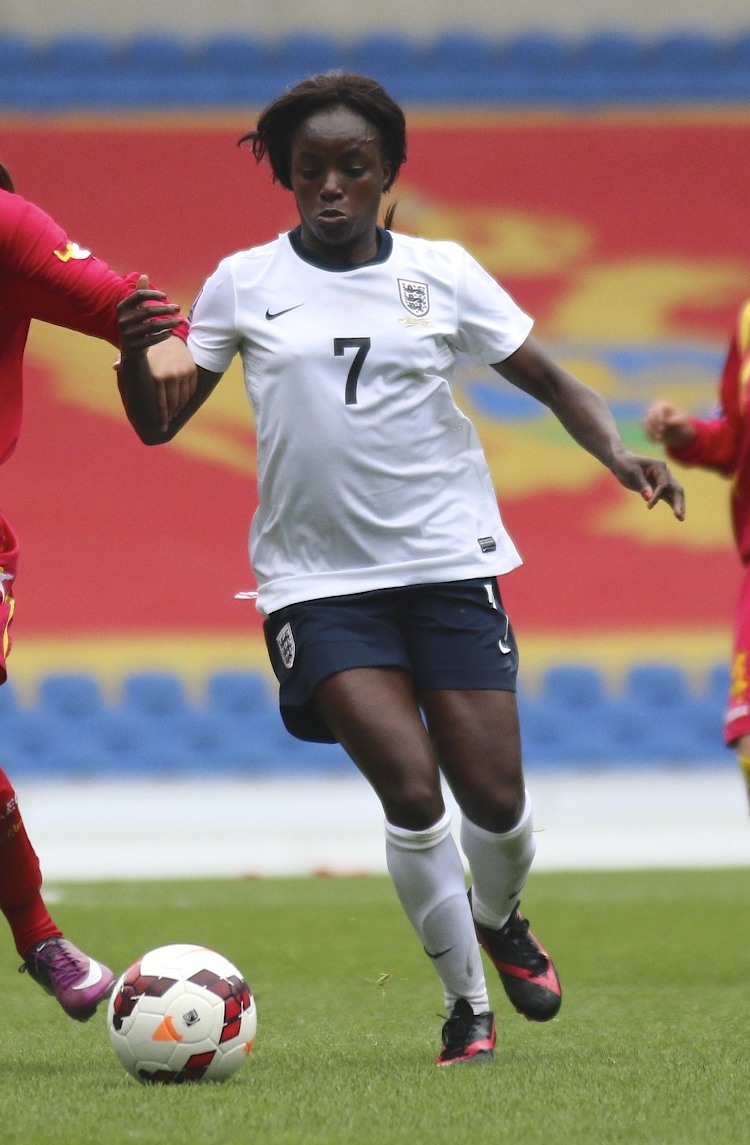
Aluko in azione per l' nella goleada del 2014 al (9-0) valida per le qualificazioni mondiali.

Ottenuta la qualificazione all'Europeo di Finlandia 2009, durante la fase finale Aluko dà un significativo apporto al percorso inglese, segnando al 32' la rete del momentaneo 2-2 contro la Russia, partita poi vinta per 3-2, alla quale si aggiunge la doppietta nella vittoria, sempre col medesimo punteggio, dei quarti di finale sulla Finlandia. Nella semifinale contro i Paesi Bassi è autrice dell'assist per la rete che apre le marcature ad opera di Kelly Smith, incontro che vede le inglesi vittoriose per 2-1 e festeggiare così l'accesso alla finale. Nella sfida per il titolo del 10 settembre 2009 all'Olympiastadion di Helsinki, Aluko, schierata sulla fascia sinistra, non riuscì a essere incisiva e l'Inghilterra viene battuta per 6-2 dalla Germania che conquista il suo settimo alloro continentale.
Powell continua a concederle fiducia convocandola nel corso delle qualificazioni al Mondiale di Germania 2011 dove l'Inghilterra, inserita nel gruppo 5, si gioca l'accesso alla fase finale con Austria, Malta, Spagna e Turchia. Dopo aver passato in panchina la prima sfida con le maltesi e aver saltato il secondo incontro del girone, Aluko scende in campo da titolare il 25 marzo 2010 al Loftus Road di Londra, nell'incontro vinto per 3-0 sull'Austria e dove al 67' è autrice della rete del parziale 2-0. Quello rimarrà il suo unico gol del girone, che la sua nazionale chiude al primo posto con 22 punti, frutto di 7 vittorie e un pareggio, quello esterno con la Spagna, unica squadra in grado di contenderle il passaggio del turno. Superato il primo scoglio, con l'Inghilterra che deve giocarsi la chance ai play-off, Aluko scende in campo contro la Svizzera nel settembre 2010, quando le Three Lionesses ottengono la qualificazione a Germania 2011. Durante la fase finale del torneo Aluko reagisce con rabbia alle critiche circa la sua prestazione nell'incontro pareggiato 1-1 con il Messico, in cui spreca diverse occasioni per andare a rete. Partita titolare nella seguente partita del girone contro la Nuova Zelanda, viene sostituita dalla selezionatrice Hope Powell all'intervallo con Karen Carney, mentre parte dalla panchina nell'ultima partita del girone con il Giappone, giocando l'ultima mezz'ora dell'incontro vinto per 2-0 dall'Inghilterra. Ai quarti di finale, nella sofferta eliminazione da parte della Francia solo ai rigori, dopo che l'incontro era terminato sull'1-1 ai regolamentari, Powell decide di lasciarla in panchina per tutta la gara.
Powell continua a convocarla anche per le qualificazioni all'Europeo di Svezia 2013 dove Aluko va a segno il 19 settembre 2012, nell'ultimo incontro del gruppo 6, dove sigla la rete del parziale 2-0 alla Croazia, incontro che, pur vinto per 3-0, era già ininfluente per l'avvenuto accesso alla fase finale assicurato dalla vittoria del precedente 17 giugno sui Paesi Bassi. Durante il torneo però l'Inghilterra non si rivela in grado di competere con le avversarie del gruppo C, perdendo i due incontri con Francia e Spagna e pareggiandone uno, per 1-1 con la modesta Russia, venendo eliminata dal torneo già alla fase a gironi. In quell'occasione il 12 luglio 2013 Aluko è autrice della rete che riporta in parità la partita con la Spagna, poi terminata 3-2 per le iberiche, affiancando Laura Bassett e Toni Duggan come uniche marcatrici della sua squadra prima della sua estromissione.
Alla fine dell'Europeo avviene il cambio di selezionatore per la nazionale, con il gallese Mark Sampson a rilevare Powell sulla panchina inglese. Sampson continua a concedere fiducia ad Aluko che, durante la fase di qualificazione al Mondiale di Canada 2015, impiegandola in tutti i 10 incontri disputati nel gruppo 6 della zona UEFA. Aluko è tra le maggiori artefici dell'accesso al Mondiale andando a rete 13 volte in 9 diverse partite, con tre triplette e due doppiette, concludendo al vertice della classifica marcatrici e festeggiando con le compagne la qualificazione da imbattute. In Canada Sampson la impiega da titolare nei primi due incontri del gruppo F, la sconfitta 1-0 con la Francia e la vittoria per 2-1 sul Messico, lasciandola in panchina fino alla finale per il terzo posto con le campionesse d'Europa 2013 della Germania quando, ancora con l'incontro fermo sullo 0-0, al 61' rileva Ellen White. L'incontro si deciderà poi solo ai tempi supplementari grazie alla rete su rigore di Fara Williams al 108', assicurando così ad Aluko e compagne il terzo posto al Mondiale, maggior risultato sportivo della nazionale femminile a un torneo ufficiale.

### Dopo il ritiro
Una settimana dopo avere ufficializzato il proprio ritiro dall'attività agonistica, il 22 gennaio 2020 intraprende la carriera dirigenziale assumendo l'incarico di direttore sportivo presso la squadra femminile dell'Aston Villa.

## Palmarès

### Club
- FA WPL Northern Division: 1

Birmingham City: 2001-2002
- FA Women's Community Shield: 1

Charlton Athletic: 2004
- FA Women's Premier League Cup: 1

Charlton Athletic: 2004-2005
- FA Women's Cup: 4

Charlton Athletic: 2005
Birmingham City: 2012
Chelsea: 2015, 2018
- Surrey County Cup: 2

Chelsea: 2012, 2013
- Campionato inglese: 3

Chelsea: 2015, 2017, 2017-2018
- Campionato italiano: 1

Juventus: 2018-2019
- Coppa Italia: 1

Juventus: 2018-2019
- Supercoppa italiana: 1

Juventus: 2019

### Nazionale
- Cyprus Cup: 3

2009, 2013, 2015

### Individuale
- FA Women's Young Player of the Year 2002–03
- PFA Team of the Year: 2

2014-2015, 2016-2017
- Capocannoniere del campionato inglese: 1

2016 (10 reti)